# Acròpolis

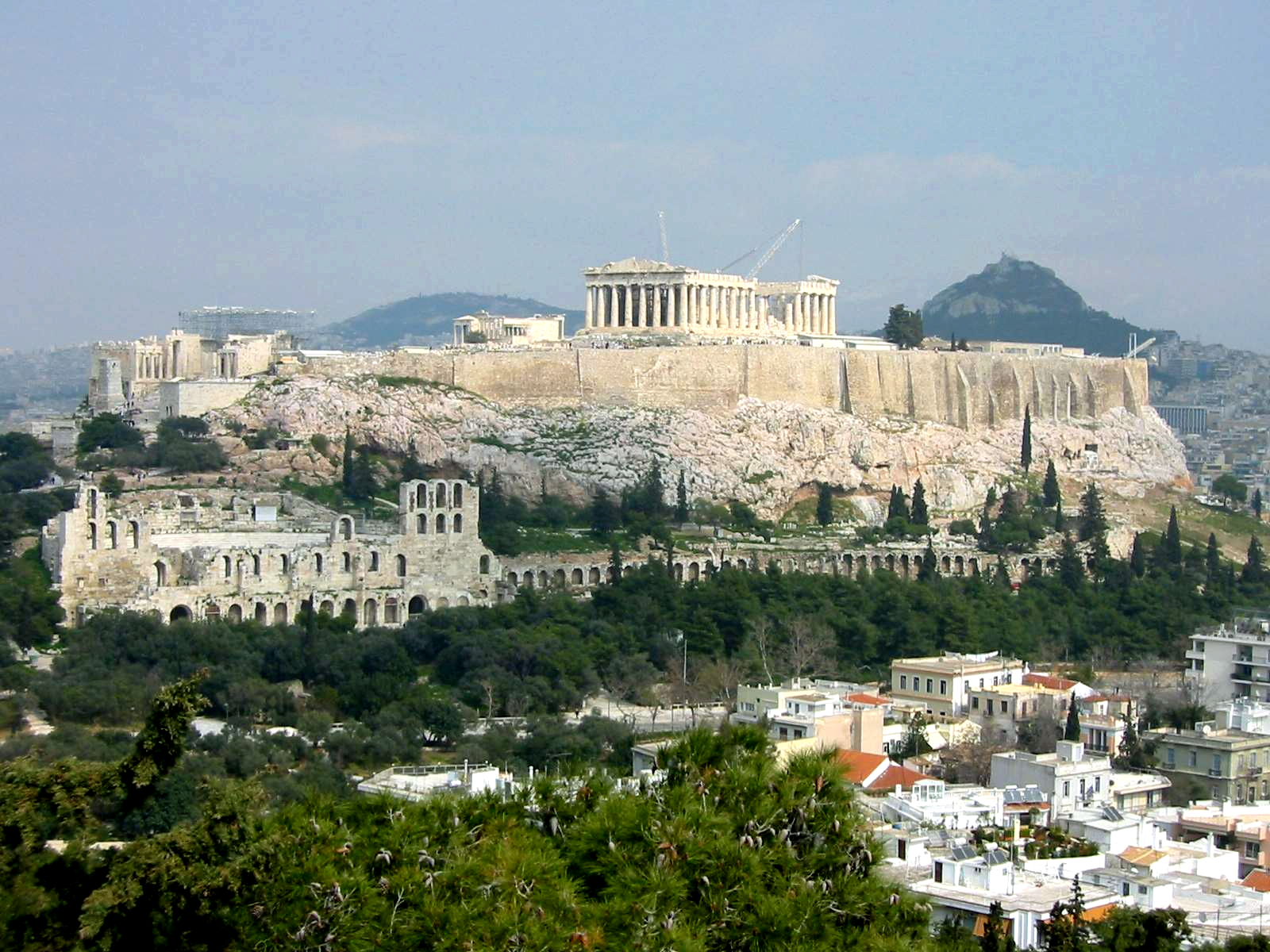
L'Acròpolis d'Atenes

Una acròpolis o acròpoli és la part alta i generalment fortificada de les ciutats gregues. El terme prové del grec ἀκρόπολις (akrópolis), que significa, literalment, 'ciutat alta', i està format pels mots ἄκρος (akros 'elevat') i πόλις (polis 'ciutat').
Gairebé totes les ciutats gregues i d'altres civilitzacions se situaven al punt més alt d'un turó o un cim rocós, on es construïen edificacions emblemàtiques com ara temples o places de reunió, i en què es reunien personalitats importants de la ciutat, per a actes també importants. Al punt més encimbellat hi acostumava a haver una mena de torre, un castell o una ciutadella, que prenia el nom d'acròpolis. En són exemples l'acròpolis d'Atenes, l'acròpolis de Corint (Acrocorint), l'acròpolis de Tebes (Cadmea) i l'acròpolis d'Argos (Larisa).
Amb propòsits defensius, els primers habitants van escollir per establir-se un terreny elevat, sovint un turó o muntanyeta amb faldes costerudes, i aquestes antigues ciutadelles es van convertir, en moltes parts del món, en el nucli de grans ciutats que es van estendre al peu de l'elevació.
El mot acròpolis, tot i ser d'origen grec i estar associat des dels inicis amb les ciutats gregues, es pot aplicar genèricament a totes les ciutadelles d'aquesta mena (Roma, Jerusalem, la Bratislava cèltica, moltes de l'Àsia Menor o, fins i tot, Castle Hill, el turó del Castell d'Edimburg). El Capitoli de Roma tenia el mateix propòsit que l'acròpolis de les ciutats gregues.
L'exemple més famós d'acròpolis és la d'Atenes, que, per motius històrics i artístics i pels famosos edificis que s'hi van erigir, és coneguda generalment com «l'Acròpolis», ras i curt, sense cap mena de qualificació posterior.
A causa del seu estil clàssic grecoromà, les ruïnes de la Gran Església de Pedra de la Missió de San Juan de Capistrano (a Califòrnia) han estat anomenades «l'Acròpolis d'Amèrica».
En altres parts del món s'han desenvolupat altres noms per a les ciutadelles o alcàssers alts, que sovint reforçava el seu sentit de lloc fortificat. A la Itàlia central, molts petits municipis rurals encara s'apinyen a la base d'una fortificació anomenada la Rocca.